# Ječmeniště (přírodní památka)
Ječmeniště je přírodní památka na území obcí Slup, Strachotice a Vrbovec v okrese Znojmo. Leží u státní hranice s Rakouskem v geomorfologickém podcelku Jaroslavická pahorkatina Dyjsko-svrateckého úvalu. Chráněné území sestává ze dvou nespojitých území, z nichž jedno se nachází v katastrálním území zaniklé obce Ječmeniště (spadající pod obec Vrbovec) a druhé na rozhraní katastrálních území obcí Micmanice a Slup. Vyhlášena byla 1. ledna 2014 a je ve správě Krajského úřadu Jihomoravského kraje.

## Předmět ochrany
Důvodem ochrany jsou zachovalá teplomilná a suchomilná rostlinná společenstva, především úzkolisté stepní trávníky a širokolisté suché trávníky, polopřirozené facie křovin na vápnitých podložích a nízké xerofilní křoviny a na ně vázaný soubor chráněných a ohrožených rostlinných i živočišných druhů.

### Flóra
Mezi kriticky ohrožené druhy patří mandloň nízká (Amygdalus nana), pampeliška pozdní (Taraxacum serotinum), lněnka Dollinerova (Thesium dollineri), jedinou lokalitou v ČR je přírodní památka pro žitňák hřebenitý (Agropyron pectinatum), dalšími ohroženými druhy jsou trýzel rozkladitý (Erysimum repandum), jablečník cizí (Marrubium peregrinum), záraza písečná (Orobanche arenaria), záraza namodralá (Orobanche coerulescens) a dejvorec velkoplodý (Caucalis platycarpos). Mezi silně ohrožených druhy patří topolovka bledá (Alcea biennis) s patrně nejsilnější populací v ČR, kosatec nízký (Iris pumila), sesel pestrý (Seseli pallasii) či střevíčník pantoflíček (Cypripedium calceolus). Mezi další vzácné plevele patří čistec roční (Stachys annua), hlaváček letní (Adonis aestivalis) nebo tužanka tvrdá (Sclerochloa dura).

### Fauna
Při inventarizaci bylo zaznamenáno 495 druhů brouků, 33 druhů motýlů a 7 druhů rovnokřídlého hmyzu. Mezi zvláště chráněné patří kriticky ohrožená kudlanka nábožná (Mantis religiosa), silně ohrožení motýli lišaj pupalkový (Proserpinus proserpina) a martináč hrušňový (Saturnia pyri) a ohrožení prskavci rodu Brachinus (Brachinus crepitans a B. explodens), střevlíci Carabus scheidleri a C. ullrichi, svižník Cicindela campestris a majky Meloe proscarabaeus, M. scabriusculus, M. rugosus, M. uralensis (nejzápadnější výskyt v ČR) a M. cf. glazunovi. Z významných brouků byl dále zjištěn střevlík Licinus cassideus (reliktní druh vázaný na měkkýše), kvapníci Harpalus flavicornis (stepní druh zjištěný v ČR pouze na Dunajovických kopcích, na Ječmeništi dosahuje západní hranice rozšíšení), Codocera ferrugineum (stepní druh vázaný na podzemní houby, pro který je Ječmeniště jedinou lokalitou v ČR), hnojníci, krasci, slunéčka, mandelinky a nosatcovití brouci. Z denních motýlů je to krom výše uvedených vzácný modrásek jetelový (Polyommatus bellargus). Mezi hnízdícími ptáky najdeme sýčka obecného (Athene noctua), kalouse pustovku (Asio flammeus) (nejpočetněji obsazované zimoviště v ČR), vlhu pestrou (Merops apiaster), pěnici vlašskou (Sylvia nisoria), ťuhýka obecného (Lanius collurio) a bramborníčka černohlavého (Saxicola torquatus).
Z území je znám výskyt sysla obecného (Spermophilus citellus), a to jak ze zatravněných vinic, tak ze stepní stráňky nad starým zemníkem ve východní části. Jedná se spíše o jednotlivé rodiny, výskyt navazuje na další lokality obdobného charakteru v oblasti (Jaroslavice, Vrbovec, Chvalovice).

## Ohrožení lokality
Problematický je výskyt expanzivních a invazních druhů – trnovníku akátu (Robinia pseudoacacia), kustovnice cizí (Lycium barbarum), mající za následek značný obsah dusíku v půdě, dále pajasanu žláznatého (Ailanthus altissima), který expanduje do cenných stepních porostů, bezu černého (Sambucus nigra) a růže šípkové (Rosa canina), které dokážou vytvářet hustý zápoj a zcela měnit charakter vegetace, třtiny křovištní (Calamagrostis epigeios), ale i nepůvodních invazních bylin, např. zlatobýlu obrovského (Solidago gigantea).

## Galerie

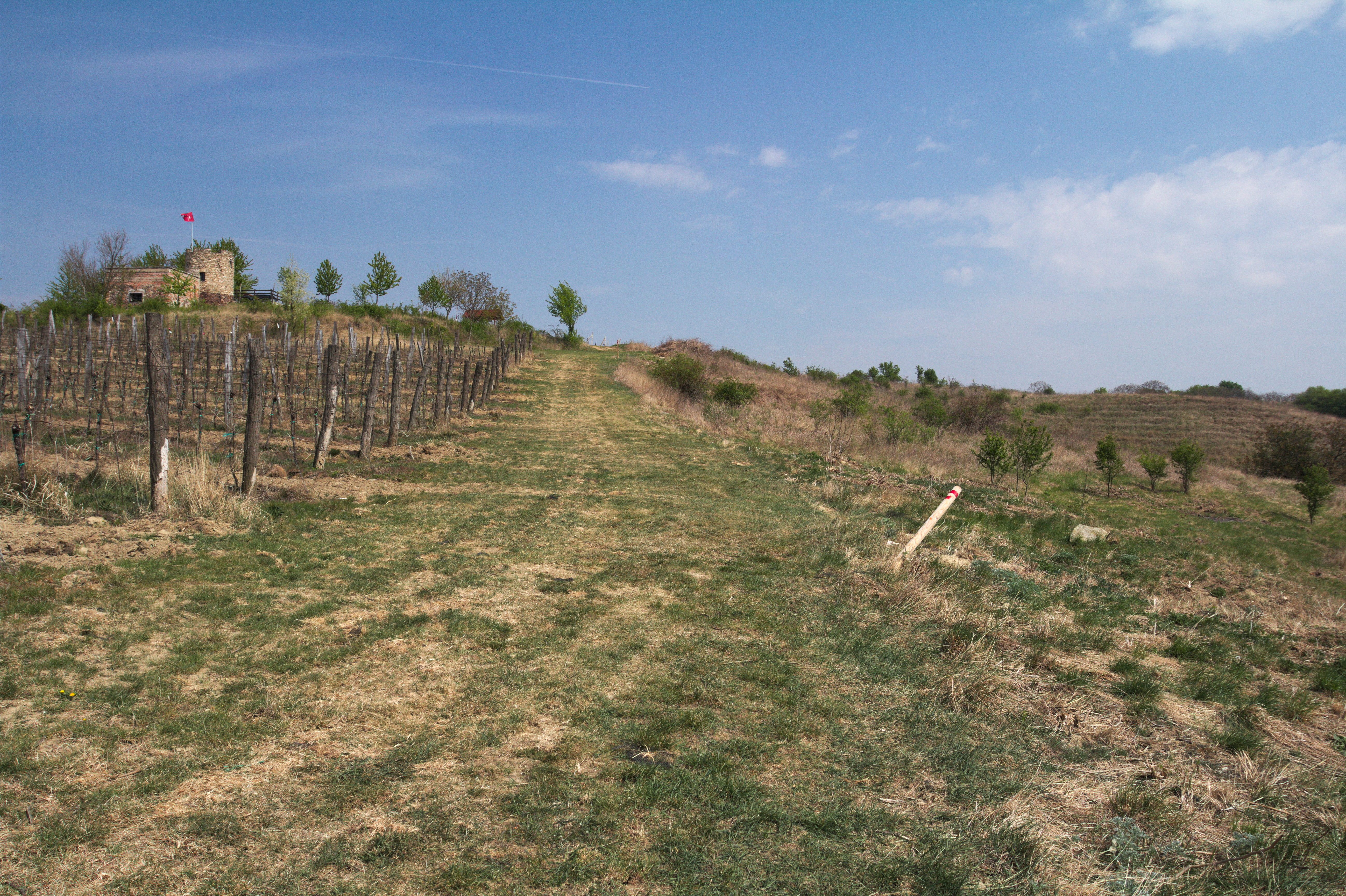
Cesta k hrádku Lampelbergu
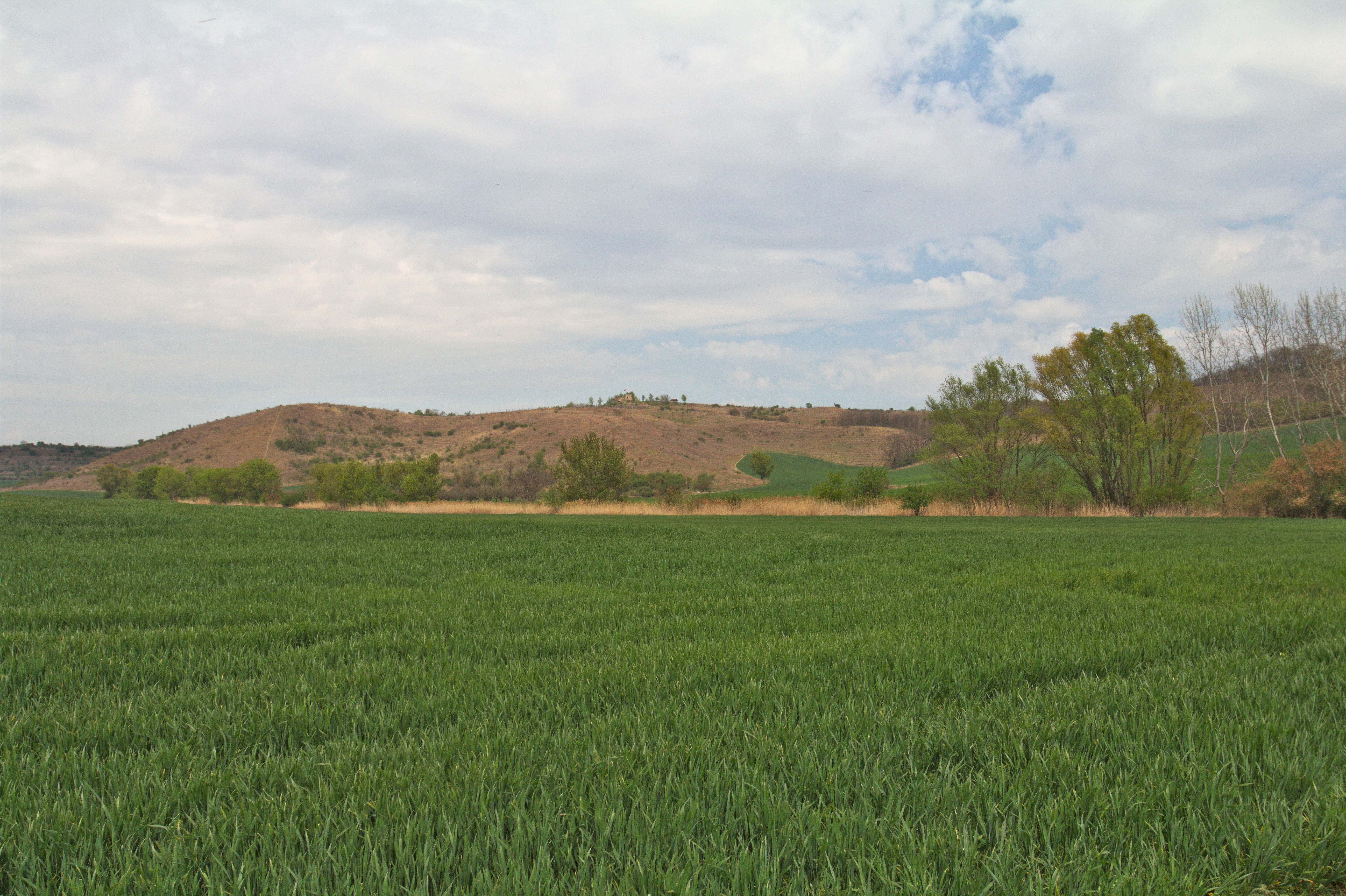
Západní část přírodní památky na území obce Vrbovec
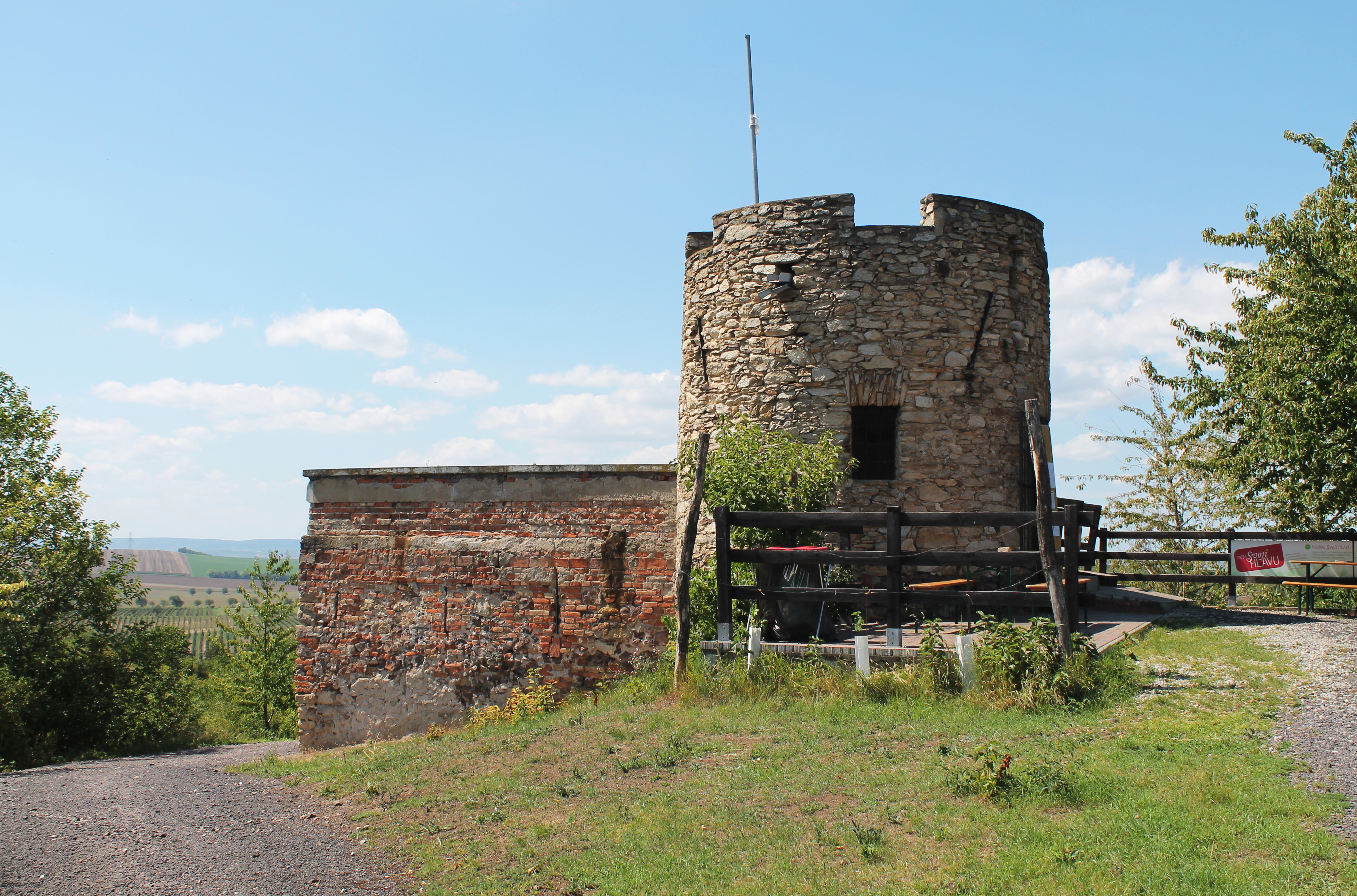
Hrádek Lampelberg na Ovčím vrchu
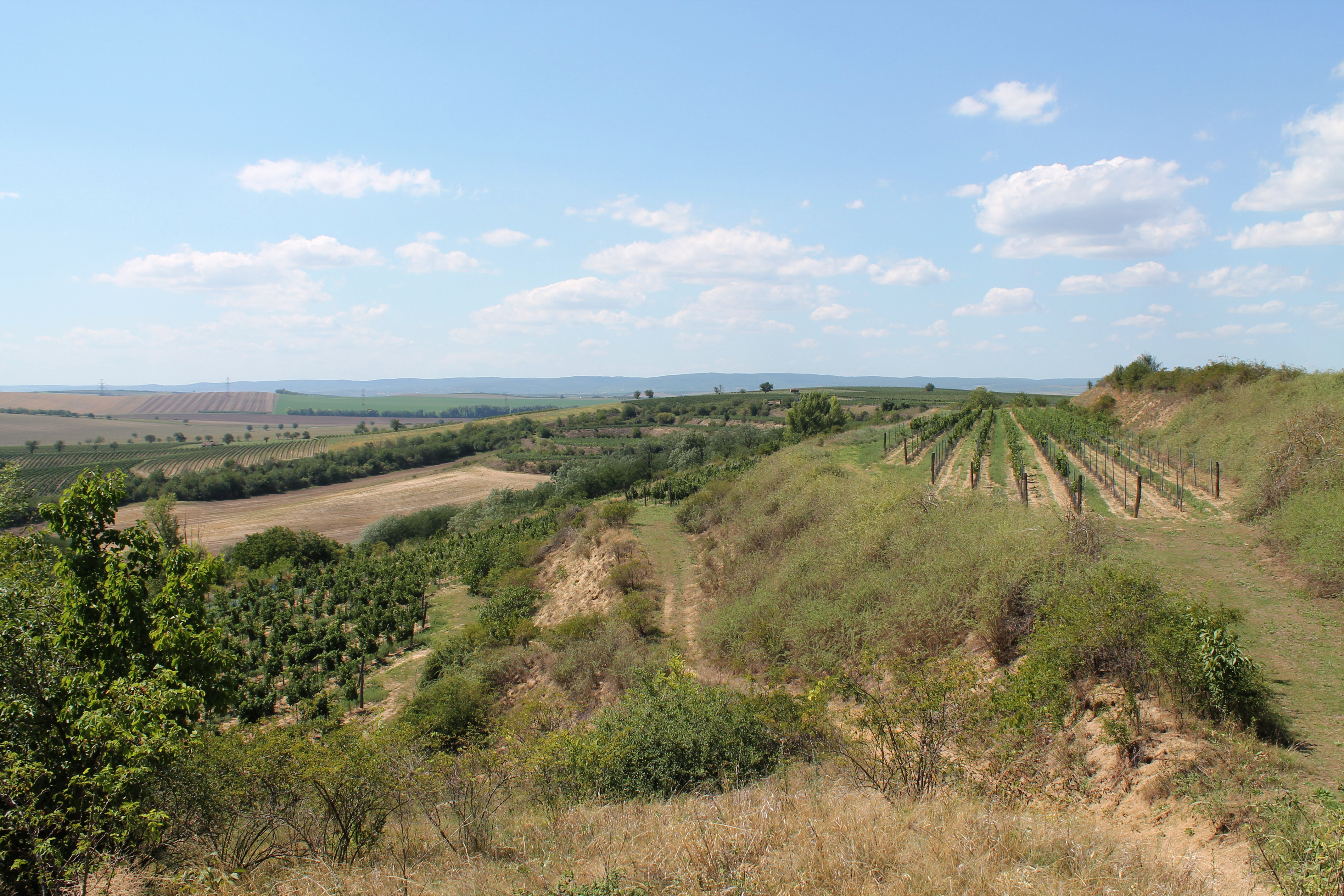
Vinice na jižním svahu Ovčího vrchu